# Wolfsbarge
Wolfsbarge (dialekt groningski: Baarge) – wieś w Holandii, w prowincji Groningen, w gminie Hoogezand-Sappemeer. 